# Code Grégorien
Droit romain et lois romaines
Le code Grégorien (en latin codex Gregorianus) est un recueil de constitutions impériales (« constitutions » au sens latin très général de « décisions ») réalisé vers 291/294 par un juriste du nom de Gregorius. Associé à un autre ouvrage quasi contemporain du même genre, le code Hermogénien, il fut d'un grand usage parmi les juristes de l'Antiquité tardive. Il n'a pas été conservé comme tel, mais plusieurs auteurs et ouvrages juridiques postérieurs s'y réfèrent (notamment le code Théodosien et le code Justinien).
Les « constitutions » impériales étaient des documents de quatre catégories : les « édits » (décisions de caractère général applicables à tout l'Empire, comme l'édit de Caracalla de 212) ; les « rescrits » (réponses écrites de l'empereur à un particulier ou à un magistrat, ayant acquis une valeur juridique de précédents depuis le règne d'Hadrien) ; les « décrets » (décisions rendues par l'empereur dans des procès, faisant souvent jurisprudence) ; et les « mandats » (commandements de l'empereur adressés à des gouverneurs de province). Les rescrits étaient de beaucoup les plus nombreux. L'auteur du code Grégorien collecta ces textes en remontant au moins jusqu'au règne d'Hadrien ; cependant la plus ancienne constitution datée attribuée explicitement au code Grégorien dans la documentation conservée est de l'an 196 (Septime Sévère), les autres allant ensuite jusqu'en 291 (Dioclétien), plus deux textes datés de 295 et 297 (ou 302). D'après les références qui y sont faites dans les ouvrages postérieurs, ce code était organisé en livres divisés en titres : treize livres qui suivaient l'ordre des matières de l'Édit perpétuel, un quatorzième livre consacré au droit criminel, et semble-t-il un ou deux autres sur le droit public.
L'opinion dominante est que l'auteur de ce recueil a trouvé la majorité des textes directement dans les archives impériales. Cependant il a dû en relever certains, notamment parmi les plus anciens, dans des traités juridiques. Selon Theodor Mommsen, il aurait effectué son travail à Béryte, colonie romaine où se trouvaient une célèbre école de droit et un dépôt des lois, à partir de copies qui y étaient envoyées. On a également suggéré qu'il aurait exercé la fonction de magister a libellis (chargé de répondre aux pétitions) auprès de l'empereur Dioclétien. Le caractère officiel, ou semi-officiel, des codes Grégorien et Hermogénien a été beaucoup débattu.
Joint constamment au code Hermogénien (qui apparemment n'avait qu'un livre, et contenait seulement des constitutions de Dioclétien et de Maximien Hercule), le code Grégorien devint d'usage très courant parmi les juristes du Bas Empire. Il est utilisé dans la Mosaicarum et Romanarum legum collatio ; dans les Fragmenta juris Romani Vaticana ; dans les Scholia Sinaitica ; dans la Consultatio veteris cujusdam jurisconsulti. Il est également cité par saint Augustin. Il fait aussi l'objet de références explicites dans la Lex Romana Burgundiorum du roi Gondebaud, et a été utilisé dans la compilation du Bréviaire d'Alaric, qui lui emprunte une version abrégée de treize titres accompagnés d'interpretationes. Thalelæus s'y réfère explicitement à deux reprises dans son commentaire au code Justinien. Le tout représente environ soixante-dix constitutions citées avec référence au code Grégorien dans la littérature juridique de l'Antiquité tardive.
Les codes Grégorien et Hermogénien sont cités comme modèles dans la lettre adressée par Théodose II au sénat de Constantinople le 26 mars 429 pour annoncer la réalisation, cette fois officielle, d'un nouveau code (lettre qui figure au début du code Théodosien). Ce nouveau code rassemblait donc les constitutions postérieures à l'avènement de Constantin Ier (312), et ne faisait pas double emploi avec les deux codes précédents. Tous trois furent utilisés conjointement. Le code Justinien, lui, promulgué en 529, enveloppait les trois codes antérieurs, les rendant caducs (comme indiqué dans la lettre De novo codice faciendo). On estime qu'environ 1670 constitutions figurant dans le code Justinien viennent du code Grégorien (contre un peu moins de 1000 pour le code Hermogénien). Remplacé également dans les royaumes barbares d'Occident par la Lex Romana Burgundiorum et surtout le Bréviaire d'Alaric, le code Grégorien s'est finalement perdu comme tel.
Le 26 janvier 2010, deux chercheurs de l'University College de Londres, Simon Corcoran et Benet Salway, ont annoncé avoir retrouvé dix-sept fragments de parchemin qui viendraient d'une copie du code Grégorien datant de l'an 400 environ. De tels vieux morceaux de parchemin étaient utilisés au XVIe siècle pour renforcer la reliure de nouveaux livres. Chacun de ces dix-sept fragments, enroulés autour de fils dans le dos d'un de ces livres, mesure moins de 13 centimètres carrés. On y lit trois passages qui se retrouvent dans des constitutions du code Justinien (7.62.3, 4, 7), inscrites dans un environnement différent. Les dix-sept fragments pourraient provenir du même feuillet, contenant des rescrits d'empereurs du IIIe siècle, et on repère les noms de Caracalla, de Gordien III et de Philippe l'Arabe. Le texte latin est accompagné d'annotations interlinéaires en grec.